# Membrane interosseuse
Une membrane interosseuse est une lame fibreuse qui unit les deux os d'un segment de membre. Elle joue un rôle ligamentaire dans une articulation de type syndesmose.
En anatomie humaine, il existe la membrane interosseuse de l'avant-bras et la membrane interosseuse de la jambe.